# Кол нидре
Кол нидре (кол нидрей, коль нидрей, коль нидре, от иуд.-арам. כָּל נִדְרֵי — «все обеты») — молитва, читаемая в синагоге в начале вечернего богослужения праздника Йом-кипур. Называется по первым двум словам, которыми начинается. Является одной из 613 заповедей Торы. 
Талмуд включает текст формулы, которую при надлежащих условиях можно произносить, чтобы освободиться от данного ранее обета. Вариант этой формулы многими еврейскими общинами включён в молитву «Кол нидре». Молитва «Кол нидре» была создана в Испании. Обычно её произносил лишь хаззан. В сидуре раввина Амрама отсутствует (присутствует).
Антисемиты приводят молитву «Кол нидре» как доказательство того, что не следует доверять обещаниям еврея и что евреи — лживый народ, стремящийся обманывать неевреев. Но нормативный кодекс еврейского закона гласит (Шулхан Арух Y.D. 211:4), что молитва «Кол нидре» — всего лишь способ освободить себя от необдуманных обетов, чтобы взять на себя дополнительные религиозные обязательства. Она не отменяет межличностных клятв, обещаний или утверждений, которые даёт еврей. Еврейский закон освобождает человека от такого обязательства только с одобрения другой заинтересованной стороны. По мнению некоторых историков, включение в еврейскую присягу наиболее устрашающих выражений мотивировалось опасением властей, что «Кол нидре» освобождает евреев от приносимых клятв.

## Текст
כל נדרים ואיסורים ושבועות וקיומין וחרמין שנדרנו ושאסרנו ושחרמנו ושנשבענו ושקיימנו על נפשנו בשבועה מיום הכפורים שעבר עד יום הכפורים הזה הבה עלינו בכולם חזרנו ובאנו לפני אבינו שבשמים אם נדר נדרנו אין כאן נדר ואם שבועה נשבענו אין כאן שבועה אם קיום קיימנו אין כאן קיום בטל הנדר מיעקרו בטלה השבועה מיעקרה בטל הקיום מיעקרו אין כאן לא נדר ולא איסר ולא חרם ולא שבועה ולא קיום יש כאן מחילה וסליחה וכפרה ככתוב בתורתך וְנִסְלַח לְכָל עֲדַת בְּנֵי יִשְׂרָאֵל וְלַגֵּר הַגָּר בְּתוֹכָם כִּי לְכָל הָעָם בִּשְׁגָגָה‎

Все обеты, обязательства, присяги и отлучения, называемые „конам, конас“ или каким бы то ни было другим именем, что мы обещали или поклялись, или поручились, или которыми мы обязались от сего Дня Всепрощения до будущего счастливого прихода Дня Всепрощения — мы во всех их раскаиваемся.
Да будут они считаться разрешёнными, прощёнными, уничтоженными, недействительными и лишёнными силы.
Они не будут связывать нас и не иметь никакой силы над нами.
Обеты не будут признаны обетами, обязательства не будут обязательными, а присяга — присягой.
Оригинальный текст (иврит)כל נדרי ואסרי ושבועי וחרמי וקונמי וקנוסי וכנויי דאנדרנא ודאשתבענא ודאחרימנא ודאסרנא על נפשתנא מיום כפורים זה עד יום כפורים הבא עלינו לטובה בכלהון אחרטנא בהון כלהון יהון שרן שביקין שביתין בטלין ומבטלין לא שרירין ולא קימין נדרנא לא נדרי ואסרנא לא אסרי ושבועתנא לא שבועות

## Порядок чтения молитвы
Накануне Йом-кипура до заката солнца раскрывают дверцы ковчега и двое раввинов (или наиболее уважаемых членов общины) вынимают пару свитков Торы. Они становятся по обеим сторонам кантора и втроём произносят формулу, относящуюся ко всем молитвам этого праздника и гласящую «в заседании трибунала небес и трибунала земли, с разрешения Господа, да будет благословенно имя Его, и с разрешения святой общины мы считаем себя вправе молиться с грешниками». Затем кантор поёт молитву «Кол нидре», написанную на иудео-арамейском диалекте и известную по своему грустному напеву, переходя постепенно от пианиссимо до фортиссимо. Молитву эту он повторяет трижды. «Все обеты, обязательства, присяги и отлучения, называемые „конам, конас“ или каким бы то ни было другим именем, что мы обещали или поклялись или поручились, или которыми мы обязались от сего Дня всепрощения до будущего счастливого прихода Дня всепрощения, мы во всех их раскаиваемся. Да будут они считаться разрешёнными, прощёнными, уничтоженными, недействительными и лишёнными силы. Они не будут связывать нас и не иметь никакой силы над нами. Обеты не будут признаны обетами, обязательства не будут обязательными, а присяга — присягой». Вся община затем произносит «и будет прощено всей общине сынов Израиля и чужеземцу, живущему среди них, ибо весь народ — в неведении» (Чис. 15:26). Эта формула также повторяется трижды.
Во многих общинах[каких?] сохранился обычай читать перед этим благословением стихи Чис. 14:19—20. Свитки завета ставятся на своё место и приступают к обычному вечернему богослужению.
Некоторые учёные[кто?], полагают, что формула Кол нидре сложилась среди испанских евреев, которых вестготские короли, проводя массовые насильственные крещения (конец VI — конец VII веков), принуждали клясться в том, что они отказываются от еврейской ереси, от её догматов и обрядов. По мнению сторонников этой гипотезы[кто?], Кол нидре, вскоре после его возникновения, приняли евреи Византии, которые в начале VI — середине X веков тоже подвергались насильственному крещению, а также евреи подвластной ей Византийской Палестине.

## Маймонид
Разрешение обетов основано на Чис. 30:3—16. Маймонид, в своей «Книге заповедей» в 95-й предписывающей заповеди, писал следующее:

95-я заповедь заключается в том, что евреям предписано отменять обеты. Это не значит, что есть заповедь отменять обеты, а скорее, что есть определённые законы, которым нужно следовать при этом. Кроме того, из Устной традиции мы знаем, что раввин может отменить клятву или обет любого еврея. На это намекается в стихе «он не должен нарушать слова своего» (Чис. 30:3), а раввины объясняют: «Он не может отменить своё слово, но другие могут отменить его за него». Окончательный вывод заключается в том, что в Писании нет настоящего источника для власти раввина аннулировать обет, и приведённый выше стих — лишь намёк. Как говорят раввины, «законы об аннулировании обетов раввинами повисли в воздухе, и нет ничего, на что они могли бы опереться, кроме Устной традиции.
— Маймонид, «Книга заповедей», 95-я предписывающая заповедь

## В культуре
Тема Кол нидре легла в основу одноимённой пьесы для виолончели с оркестром М. Бруха (1838—1920). Модернистской интерпретацией этой молитвы стала работа А. Шёнберга (1874—1951), опус 39 для чтеца, хора и оркестра.